# Skiatlon
Skiatlon eller på engelsk Skiathlon er en langrendsdisciplin med massestart indført 2003, hvor halvdelen af strækningen foretages i "klassisk stil" og den anden del i "fristil".
Strækningen 2 x 15 km er en OL-disciplin hos mændene og 2 x 7,5 km for damerne.
Danmark har haft den dansk-grønlandske Martin Møller på distancen, der ved vinter-OL 2014 opnåede en plads som nummer 52.